# Elezioni generali nel Regno Unito del 1906
Le elezioni generali nel Regno Unito del 1906 si svolsero dal 12 gennaio all'8 febbraio.
Il Partito Liberale, guidato dal Primo Ministro Henry Campbell-Bannerman, ottenne una fortissima maggioranza alle elezioni; il Partito Conservatore, guidato da Arthur Balfour, che era stato al governo fino al mese prima delle elezioni, perse più della metà dei propri seggi, incluso il seggio di Balfour stesso, quello di Manchester East, lasciando al partito il più basso numero di seggi di sempre. Le elezioni videro uno spostamento del 5,4% dei voti dai conservatori ai liberali, il maggior spostamento registrato a quel tempo. Questo fatto fece sì che le elezioni del 1906, da lì in avanti, vennero chiamate "la valanga liberale", e sono registrate insieme alle elezioni del 1931, del 1945, del 1983 e del 1997 come una delle maggiori elezioni a valanga.
Il Comitato di Rappresentanza Laburista ebbe molto più successo delle elezioni del 1900, e dopo le elezioni cambiò nome in Partito Laburista, con 29 deputati eletti e Keir Hardie come leader. Il Partito Parlamentare Irlandese, guidato da John Redmond, ottenne i propri seggi con un numero inferiore di voti, dato che 73 candidati vennero eletti senza opposizione.
Le elezioni del 1906 costituirono una fortissima sconfitta per il Partito Conservatore e per i loro alleati Liberali Unionisti, e tra le ragioni date dagli storici vi fu la debolezza del partito dopo la rottura riguardo al libero commercio (Joseph Chamberlain si era dimesso dal governo nel settembre 1903 per fare campagna a favore della riforma tariffaria, che avrebbe permesso "tariffe preferenziali"). Molte persone della classe lavoratrice del tempo videro questo come una minaccia al prezzo degli alimenti. La vittoria liberale con 125 seggi di vantaggio su tutti gli altri partiti portò all'approvazione della legislazione sociale conosciuta come "riforme liberali"
Queste furono le ultime elezioni generali in cui i liberali ottennero una maggioranza assoluta alla Camera dei comuni, e le ultime in cui ottennero la maggioranza del voto popolare. Furono anche le ultime elezioni in tempo di pace tenutesi cinque anni dopo le precedenti, a seguito dell'approvazione del Parliament Act 1911, che limitò la durata dei Parlamenti in tempo di pace a cinque anni. Queste elezioni costituirono anche la peggior sconfitta per i conservatori fino alle elezioni del 1997, 91 anni dopo.

## Risultati
| Liste | Liste                             | Voti      | %     | Variazione % | Seggi | Variazione seggi |
| ----- | --------------------------------- | --------- | ----- | ------------ | ----- | ---------------- |
|       | Liberale                          | 2.565.644 | 48,9% | 3,9%         | 397   | 214              |
|       | Conservatore e Liberale Unionista | 2.278.076 | 43,4% | 6,8%         | 156   | 246              |
|       | Laburista                         | 254.202   | 4,8%  | 3,6%         | 29    | 27               |
|       | Parlamentare Irlandese            | 33.231    | 0,6%  | 1,2%         | 82    | 5                |
|       | Indipendenti Conservatori         | 42.155    | 0,8%  | —            | 3     | 3                |
|       | Indipendenti Laburisti            | 18.886    | 0,4%  | —            | 1     | 1                |
|       | Federazione Social Democratica    | 18.446    | 0,4%  | —            | 0     | 0                |
|       | Operai Scozzesi                   | 14.877    | 0,3%  | 0,2%         | 0     | —                |
|       | Free Trader                       | 8.974     | 0,2%  | —            | 0     | 0                |
|       | Indipendenti Liberali-Laburisti   | 4.841     | 0,1%  | —            | 1     | 1                |
|       | Indipendenti                      | 3.806     | 0,1%  | —            | 0     | 0                |
|       | Indipendenti Nazionalisti         | 1.800     | 0,0%  | —            | 1     | 0                |
|       | Indipendenti Liberali             | 1.581     | 0,0%  | —            | 0     | 1                |
|       | Indipendenti Liberali-Unionisti   | 153       | 0,0%  | —            | 0     | —                |

|                                   |                                   |  |        |        |
| --------------------------------- | --------------------------------- |  | ------ | ------ |
| Liberali                          | Liberali                          |  | 48,9%  | 48,9%  |
| Conservatori e Liberali Unionisti | Conservatori e Liberali Unionisti |  | 43,42% | 43,42% |
| Laburisti                         | Laburisti                         |  | 4,85%  | 4,85%  |
| Parlamentari Irlandesi            | Parlamentari Irlandesi            |  | 0,63%  | 0,63%  |
| Indipendenti                      | Indipendenti                      |  | 1,4%   | 1,4%   |
| Altri                             | Altri                             |  | 0,81%  | 0,81%  |

|                                   |                                   |  |        |        |
| --------------------------------- | --------------------------------- |  | ------ | ------ |
| Liberali                          | Liberali                          |  | 59,25% | 59,25% |
| Conservatori e Liberali Unionisti | Conservatori e Liberali Unionisti |  | 23,28% | 23,28% |
| Parlamentari Irlandesi            | Parlamentari Irlandesi            |  | 12,24% | 12,24% |
| Laburisti                         | Laburisti                         |  | 4,18%  | 4,18%  |
| Indipendenti                      | Indipendenti                      |  | 0,9%   | 0,9%   |